# Ottone I di Brunswick-Göttingen

Stemma dei Brunswick-Lüneburg.

Ottone I di Brunswick-Göttingen (1330 circa – Hardegsen, 1394) è stato un nobile tedesco.

## Biografia
Soprannominato "il forte" e "il cattivo", era l'unico figlio maschio del duca Ernesto I di Brunswick-Göttingen e di Elisabetta d'Assia. Succedette nel 1367 a suo padre come duca di Brunswick-Göttingen. Otto risiedeva nella città di Gottinga, dove aveva organizzato vari tornei cavallereschi. Dopo una battaglia con la città di Gottinga, nel 1387 Otto si stabilì in Hardegsen.
È stato sposato a:
- Mira Lava Holstein-Plön (?-1376), figlia del conte Giovanni III di Holstein-Plön;
- Margherita di Berg (1364-1442), figlia del duca Guglielmo II di Berg.

## Discendenza

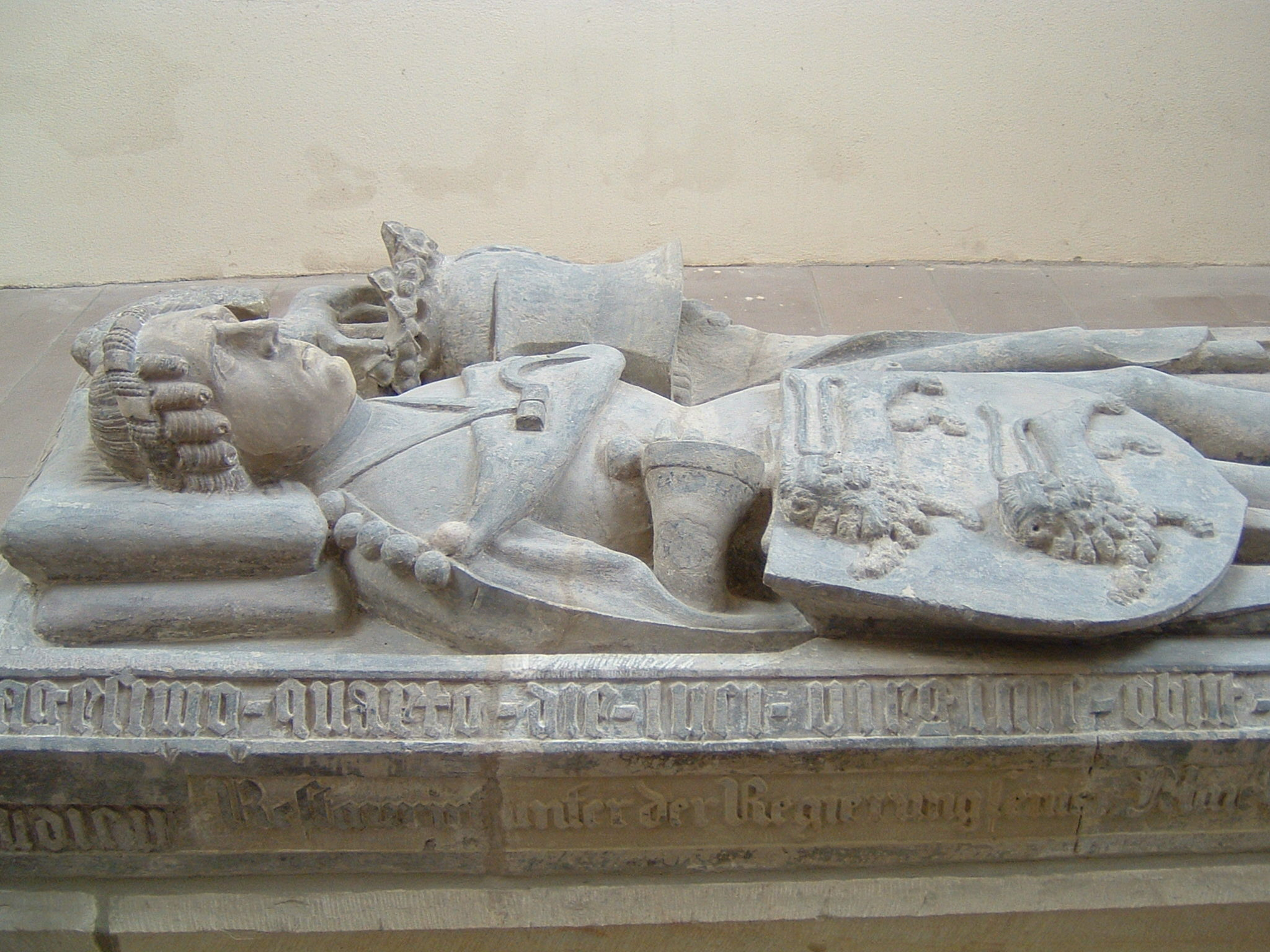
Tomba di Ottone I nel monastero di Wiebrechtshausen.

Ottone e Margherita di Berg ebbero quattro figli:
- Elisabetta (?-1444), sposata con il duca Erich I di Braunschweig-Grubenhagen (1380-1427);
- Guglielmo (1380-1391);
- Anna (1387-1426), sposò il margravio Guglielmo I di Meißen (1343-1407) e poi il conte Guglielmo di Henneberg-Schleusingen (1384-1426);
- Ottone (1388-1463).